# NHK教育テレビ午後枠のアニメ
NHK教育テレビ午後枠のアニメ（NHKきょういくテレビごごわくのアニメ）は、1994年4月9日からNHK教育テレビ（Eテレ）の午後に放送されている20分以上のテレビアニメの作品一覧。

## 概要
1994年度の土曜17:35枠で「25分枠テレビアニメ」をNHK教育テレビで初めて編成。第1号作品はNHK BS2で先行放送された『ウルトラマンキッズ 母をたずねて3000万光年』。1995年度からNHK総合テレビで放送されていた新作アニメ放送枠をNHK教育テレビに移設、2002年度まで週2作品の放送。2003年度からは「衛星アニメ劇場」の放送枠縮小に伴い、NHK教育テレビのアニメ放送枠が拡大した。
2011年10月にはデジタル放送完全移行に伴いリニューアル。土曜と日曜の17:30枠に新たな放送枠を編成。新作アニメは1シリーズ25話で制作され、半年間で完結するため「年度またぎ」がない編成となる。番組連動のデータ放送も開始された。

## 放送中
24時以降は、翌日未明とする。
| 番組名                         | 放送期間                      | 放送時間      | 備考                                   |
| 水曜日                         | 水曜日                        | 水曜日        | 水曜日                                 |
| ------------------------------ | ----------------------------- | ------------- | -------------------------------------- |
| ラディアン（第2期）            | 2024年10月2日 - 2025年2月26日 | 19:00 - 19:25 | 再放送。                               |
| 木曜日                         |                               |               |                                        |
| おしりたんてい                 | 2022年4月7日 -                | 19:00 - 19:20 | 土曜 9:00 - 9:20のリピート放送。       |
| 烏は主を選ばない               | 2024年10月10日 -              | 19:20 - 19:45 | Eテレ初（NHK総合にて放送実績あり。）。 |
| 金曜日                         |                               |               |                                        |
| 魔入りました!入間くん（第1期） | 2024年10月4日 -               | 19:00 - 19:25 | 再放送。                               |
| 土曜日                         |                               |               |                                        |
| きかんしゃトーマス             | 2022年4月9日 -                | 17:25 - 17:45 | 2022年12月24日より新シリーズが放送。   |
| スポンジ・ボブ                 | 2022年4月9日 -                | 17:55 - 18:20 | 一部作品は再放送。                     |
| 科学×冒険サバイバル!           | 2024年10月5日 -               | 18:25 - 18:50 |                                        |
| 日曜日                         |                               |               |                                        |
| スキップとローファー（第1期）  | 2025年1月5日 -                | 17:00 - 17:25 | Eテレ初。                              |

## 放送予定
- 魔入りました!入間くん（第2期）[8] （時期未定）[注釈 1]
- 魔入りました!入間くん（第3期）[8] （時期未定）[注釈 1]

## 作品早見表
○ NHK Eテレでは初放送の他局放送済作品
| 年度 | 年度 | 土曜17:30枠      | 土曜17:30枠 | 日曜17:30枠                 | 日曜17:30枠 | 年度 | 平日午後枠 | 平日午後枠       | 平日午後枠 |
| ---- | ---- | ---------------- | ----------- | --------------------------- | ----------- | ---- | ---------- | ---------------- | ---------- |
| 2011 | 後   | バクマン。       | 2期 初      | ファイ・ブレイン 神のパズル | 1期 初      | 2011 | 月19:25    | 獣の奏者 エリン  | 再         |
| 2012 | 前   | バクマン。       | 2期 再      | ファイ・ブレイン 神のパズル | 2期 初      | 2012 | -          | -                | -          |
| 2012 | 後   | バクマン。       | 3期 初      | ファイ・ブレイン 神のパズル | 1期 再      | 2012 | -          | -                | -          |
| 2013 | 前   | バクマン。       | 3期 再      | ファイ・ブレイン 神のパズル | 2期 再      | 2013 | -          | -                | -          |
| 2013 | 後   | ログ・ホライズン | 1期 初      | ファイ・ブレイン 神のパズル | 3期 初      | 2013 | -          | -                | -          |
| 2014 | 前   | ログ・ホライズン | 1期 再      | ベイビーステップ            | 1期 初      | 2014 | -          | -                | -          |
| 2014 | 後   | ログ・ホライズン | 2期 初      | シャーロックホームズ        | 本・再      | 2014 | -          | -                | -          |
| 2015 | 前   | 境界のRINNE      | 1期 初      | ベイビーステップ            | 2期 初      | 2015 | 木12:30    | 団地ともお       | ○          |
| 2015 | 後   | 境界のRINNE      | 1期 再      | メジャー                    | 6期 再      | 2015 | 木12:30    | 団地ともお       | ○          |
| 2016 | 前   | 境界のRINNE      | 2期 初      | きかんしゃトーマス          |             | 2016 | 金19:25    | 山賊の娘ローニャ | ○          |
| 2016 | 後   | クラシカロイド   | 1期 初      | きかんしゃトーマス          | 境界のRINNE | 2016 | 金19:25    | 2期 再           |            |

| 年度 | 年度 | 土曜17:35枠      | 土曜17:35枠 | 日曜17:30枠        | 平日午後枠 | 平日午後枠                            | 平日午後枠 | 平日午後枠 | 平日午後枠     | 平日午後枠 |
| ---- | ---- | ---------------- | ----------- | ------------------ | ---------- | ------------------------------------- | ---------- | ---------- | -------------- | ---------- |
| 2017 | 前   | 境界のRINNE      | 3期 初      | きかんしゃトーマス | 金19:25    | 3月のライオン                         | 2期 再     | -          | -              | -          |
| 2017 | 後   | クラシカロイド   | 2期 初      | きかんしゃトーマス | 金19:25    | カードキャプターさくら                | 再         | -          | -              | -          |
| 2018 | 前   | メジャーセカンド | 1期 初      | きかんしゃトーマス | 水19:25    | カードキャプターさくら クリアカード編 | ○          | -          | -              | -          |
| 2018 | 後   | ラディアン       | 1期 初      | きかんしゃトーマス | 水19:25    | メジャーセカンド                      | 1期 再     | 木18:55    | クラシカロイド | 2期 再     |

| 年度 | 年度   | 土曜17:35枠                                 | 土曜17:35枠 | 日曜17:30枠        | 日曜19:00枠                                 | 日曜19:00枠 | 平日午後枠 | 平日午後枠                | 平日午後枠 | 平日午後枠 | 平日午後枠     | 平日午後枠   | 平日午後枠 | 平日午後枠                             | 平日午後枠   | 平日午後枠 | 平日午後枠                         | 平日午後枠 |
| ---- | ------ | ------------------------------------------- | ----------- | ------------------ | ------------------------------------------- | ----------- | ---------- | ------------------------- | ---------- | ---------- | -------------- | ------------ | ---------- | -------------------------------------- | ------------ | ---------- | ---------------------------------- | ---------- |
| 2019 | 前     | カードキャプターさくら クリアカード編       | 再          | きかんしゃトーマス | ピアノの森                                  | 1・2期 ○    | 水19:25    | ラディアン                | 1期 再     | 木18:55    | おしりたんてい | リピート放送 | 木19:15    | スポンジ・ボブ                         | リピート放送 | -          | -                                  | -          |
| 2019 | 後     | 魔入りました!入間くん                       | 1期 初      | きかんしゃトーマス | アニメ ボス・ベイビー                       | 1期 ○       | 水19:25    | ラディアン                | 2期 初     | 木18:55    | おしりたんてい | リピート放送 | 木19:15    | ひつじのショーン                       | 再           | -          | -                                  | -          |
| 2020 | 前     | メジャーセカンド                            | 2期 初      | きかんしゃトーマス | もっと!まじめにふまじめ かいけつゾロリ      | 1期 初      | 水19:25    | 魔入りました!入間くん     | 1期 再     | 木18:55    | おしりたんてい | リピート放送 | 金18:55    | アニメ ボス・ベイビー                  | 1期 再       | 月22:50    | アニメ 銀河英雄伝説 Die Neue These | ○          |
| 2020 | 10月期 | ラディアン                                  | 2期 再      | きかんしゃトーマス | ヒックとドラゴン                            | ○           | 水19:25    | つくもがみ貸します        | ○          | 木18:55    | おしりたんてい | リピート放送 | 金18:55    | もっと!まじめにふまじめ かいけつゾロリ | 1期 再       | 月22:50    | SHIROBAKO                          | ○          |
| 2020 | 1月期  | ラディアン                                  | 2期 再      | きかんしゃトーマス | ヒックとドラゴン                            | ○           | 水19:25    | ログ・ホライズン 円卓崩壊 | 3期 初     | 木18:55    | おしりたんてい | リピート放送 | 金18:55    | もっと!まじめにふまじめ かいけつゾロリ | 1期 再       | 月22:50    | SHIROBAKO                          | ○          |
| 2021 | 4月期  | 魔入りました!入間くん                       | 2期 初      | きかんしゃトーマス | ラブライブ!虹ヶ咲学園スクールアイドル同好会 | 1期 ○       | 水19:25    | メジャーセカンド          | 2期 再     | 木18:55    | おしりたんてい | リピート放送 | 金18:55    | もっと!まじめにふまじめ かいけつゾロリ | 2期 初       | 月22:50    | 不滅のあなたへ                     | 1期 初     |
| 2021 | 7月期  | 魔入りました!入間くん                       | 2期 初      | きかんしゃトーマス | ラブライブ!スーパースター!!                 | 1期 初      | 水19:25    | メジャーセカンド          | 2期 再     | 木18:55    | おしりたんてい | リピート放送 | 金18:55    | もっと!まじめにふまじめ かいけつゾロリ | 2期 初       | 月22:50    | 不滅のあなたへ                     | 1期 初     |
| 2021 | 10月期 | ラブライブ!虹ヶ咲学園スクールアイドル同好会 | 1期 再      | きかんしゃトーマス | 映像研には手を出すな!                       | ○           | 水19:25    | 魔入りました!入間くん     | 2期 再     | 木18:55    | おしりたんてい | リピート放送 | 金18:55    | ギガントサウルス                       | ○            | -          | -                                  | -          |
| 2021 | 1月期  | ラブライブ!スーパースター!!                 | 1期 再      | きかんしゃトーマス | プラネテス                                  | ○           | 水19:25    | 魔入りました!入間くん     | 2期 再     | 木18:55    | おしりたんてい | リピート放送 | 金18:55    | ギガントサウルス                       | ○            | -          | -                                  | -          |

| 年度 | 年度  | 土曜17:25枠        | 日曜19:00枠                 | 日曜19:00枠 | 平日午後枠 | 平日午後枠                             | 平日午後枠 | 平日午後枠 | 平日午後枠     | 平日午後枠   | 平日午後枠 | 平日午後枠            | 平日午後枠       | 平日午後枠 | 平日午後枠       | 平日午後枠 |
| ---- | ----- | ------------------ | --------------------------- | ----------- | ---------- | -------------------------------------- | ---------- | ---------- | -------------- | ------------ | ---------- | --------------------- | ---------------- | ---------- | ---------------- | ---------- |
| 2022 | 4月期 | きかんしゃトーマス | プラネテス                  | ○           | 水19:00    | もっと!まじめにふまじめ かいけつゾロリ | 3期 初     | 木19:00    | おしりたんてい | リピート放送 | 木19:20    | アオアシ              | リピート放送     | 金19:00    | おさるのジョージ | 再         |
| 2022 | 7月期 | きかんしゃトーマス | ラブライブ!スーパースター!! | 2期 初      | 水19:00    | もっと!まじめにふまじめ かいけつゾロリ | 3期 初     | 木19:00    | おしりたんてい | リピート放送 | 木19:20    | アオアシ              | リピート放送     | 金19:00    | おさるのジョージ | 再         |
| 2022 | 後    | きかんしゃトーマス | 不滅のあなたへ              | 2期 初      | 水19:00    | アニメ ボス・ベイビー                  | 2期 ○      | 木19:00    | おしりたんてい | リピート放送 | 木19:20    | 魔入りました!入間くん | 3期 リピート放送 | 金19:00    | おさるのジョージ | 再         |

| 年度 | 年度   | 土曜17:25枠        | 日曜17:00枠                 | 日曜17:00枠 | 平日午後枠 | 平日午後枠                 | 平日午後枠 | 平日午後枠 | 平日午後枠     | 平日午後枠   | 平日午後枠 | 平日午後枠       | 平日午後枠       | 平日午後枠 | 平日午後枠                 | 平日午後枠   |
| ---- | ------ | ------------------ | --------------------------- | ----------- | ---------- | -------------------------- | ---------- | ---------- | -------------- | ------------ | ---------- | ---------------- | ---------------- | ---------- | -------------------------- | ------------ |
| 2023 | 前     | きかんしゃトーマス | 青のオーケストラ            | 1期 初      | 水19:00    | スマーフ シーズン2         | 初         | 木19:00    | おしりたんてい | リピート放送 | 木19:20    | 青のオーケストラ | 1期 リピート放送 | 金19:00    | おさるのジョージ           | 再           |
| 2023 | 後     | きかんしゃトーマス | ドッグシグナル              | 初          | 水19:00    | ギガントサウルス シーズン2 | 再         | 木19:00    | おしりたんてい | リピート放送 | 木19:20    | ドッグシグナル   | リピート放送     | 金19:00    | おさるのジョージ           | 再           |
| 2024 | 4月期  | きかんしゃトーマス | 響け!ユーフォニアム3        | 初          | 水19:00    | ラディアン                 | 1期 再     | 木19:00    | おしりたんてい | リピート放送 | 木19:20    | はたらく細胞     | リピート放送     | 金19:00    | ギガントサウルス シーズン3 | リピート放送 |
| 2024 | 7月期  | きかんしゃトーマス | ひつじのショーン            | 再          | 水19:00    | ラディアン                 | 1期 再     | 木19:00    | おしりたんてい | リピート放送 | 木19:20    | はたらく細胞!!   | リピート放送     | 金19:00    | ギガントサウルス シーズン3 | リピート放送 |
| 2024 | 10月期 | きかんしゃトーマス | ラブライブ!スーパースター!! | 3期 初      | 水19:00    | ラディアン                 | 2期 再     | 木19:00    | おしりたんてい | リピート放送 | 木19:20    | 烏は主を選ばない | ○                | 金19:00    | 魔入りました!入間くん      | 1期 再       |
| 2024 | 1月期  | きかんしゃトーマス | スキップとローファー        | 1期 ○       | 水19:00    | ラディアン                 | 2期 再     | 木19:00    | おしりたんてい | リピート放送 | 木19:20    | 烏は主を選ばない | ○                | 金19:00    | 魔入りました!入間くん      | 1期 再       |

## 放送枠一覧
NHK教育テレビの午後に放送された20分以上のアニメ放送枠。
深夜、土曜午前、日曜午前についてはそれぞれの項目を参照。
| 年度 | 新作      | 旧作      |
| ---- | --------- | --------- |
| 1994 | NHK総合   | 土曜17:35 |
| 1995 | 土曜18:00 | 土曜18:25 |
| 1996 | 土曜18:00 | 土曜18:25 |
| 1997 | 土曜18:00 | 土曜18:25 |
| 1998 | 土曜18:00 | 土曜18:25 |
| 1999 | 金曜18:00 | 土曜18:30 |
| 2000 | 金曜18:00 | 日曜18:00 |
| 2001 | 土曜18:30 | 日曜18:00 |
| 2002 | 土曜18:30 | 日曜18:00 |

| 年度 | 年度 | 新作      | その他    | その他    | その他    |
| ---- | ---- | --------- | --------- | --------- | --------- |
| 2003 | 前   | 水曜19:00 | 月曜19:00 | 木曜19:00 | 火曜19:00 |
| 2003 | 後   | 水曜19:00 | 月曜19:25 | 木曜19:30 | 火曜19:00 |
| 2004 | 2004 | 土曜18:00 | 土曜18:30 | 木曜19:30 | 水曜19:00 |
| 2005 | 2005 | 土曜18:00 | 土曜18:30 | 木曜19:30 | -         |
| 2006 | 2006 | 土曜18:00 | 土曜18:25 | 木曜19:25 | -         |
| 2007 | 2007 | 土曜18:00 | 土曜18:30 | 日曜17:25 | -         |
| 2008 | 2008 | 土曜18:00 | 土曜18:25 | 木曜19:00 | -         |
| 2009 | 2009 | 土曜18:00 | 土曜18:25 | 水曜19:00 | 土曜23:00 |
| 2010 | 2010 | 土曜18:00 | 土曜18:25 | -         | 月曜19:25 |
| 2011 | 前   | 土曜18:00 | 土曜18:25 | -         | 月曜19:25 |
| 2011 | 後   | 土曜17:30 | 日曜17:30 | 土曜17:55 | 月曜19:25 |
| 2012 | 2012 | 土曜17:30 | 日曜17:30 | 土曜17:55 | -         |
| 2013 | 2013 | 土曜17:30 | 日曜17:30 | -         | -         |
| 2014 |      | 土曜17:30 | 日曜17:30 | -         | -         |
| 2015 | 2015 | 土曜17:30 | 日曜17:30 | 土曜18:00 | 木曜12:30 |
| 2016 | 2016 | 土曜17:30 | 日曜17:30 | 土曜18:00 | 金曜19:25 |
| 2017 | 2017 | 土曜17:35 | 日曜17:30 | 土曜18:00 | 金曜19:25 |
| 2018 | 前   | 土曜17:35 | 日曜17:30 | 土曜18:00 | 水曜19:25 |

| 年度 | 年度 | 新作      | その他    | その他    | その他    | その他    | その他    | その他    | その他    |
| ---- | ---- | --------- | --------- | --------- | --------- | --------- | --------- | --------- | --------- |
| 2018 | 後   | 土曜17:35 | 日曜17:30 | 土曜18:00 | 水曜19:25 | 木曜18:55 | -         | -         | -         |
| 2019 | 2019 | 土曜17:35 | 日曜17:30 | 土曜18:00 | 水曜19:25 | 木曜18:55 | 日曜19:00 | 木曜19:15 | -         |
| 2020 | 2020 | 土曜17:35 | 日曜17:30 | 土曜18:00 | 水曜19:25 | 木曜18:55 | 日曜19:00 | 金曜18:55 | 月曜22:50 |
| 2021 | 前   | 土曜17:35 | 日曜17:30 | 土曜18:00 | 水曜19:25 | 木曜18:55 | 日曜19:00 | 金曜18:55 | 月曜22:50 |
| 2021 | 後   | 土曜17:35 | 日曜17:30 | 土曜18:00 | 水曜19:25 | 木曜18:55 | 日曜19:00 | 金曜18:55 | -         |

| 年度 | 新作      | その他    | その他    | その他    | その他    | その他    | その他    | その他    |
| ---- | --------- | --------- | --------- | --------- | --------- | --------- | --------- | --------- |
| 2022 | 土曜18:25 | 日曜19:00 | 水曜19:00 | 木曜19:00 | 木曜19:20 | 金曜19:00 | 土曜17:25 | 土曜17:55 |
| 2023 | 土曜18:25 | 日曜17:00 | 水曜19:00 | 木曜19:00 | 木曜19:20 | 金曜19:00 | 土曜17:25 | 土曜17:55 |
| 2024 | 土曜18:25 | 日曜17:00 | 水曜19:00 | 木曜19:00 | 木曜19:20 | 金曜19:00 | 土曜17:25 | 土曜17:55 |

## 水曜19時00分枠
2003年4月から2004年12月まで
- カスミン
  - 2003年04月09日 - 2003年10月01日 第3期 初放送
  - 2003年10月08日 - 2004年03月31日 第2期 再放送
- ふしぎの海のナディア
  - 2004年04月07日 - 2004年12月29日 NHK教育テレビ初放送

2009年4月から2010年3月まで
- スポンジ・ボブ
  - 2009年04月01日 - 2009年06月24日
- メジャー
  - 2009年07月01日 - 2009年12月23日 第5期 再放送
- スポンジ・ボブ
  - 2009年12月30日 - 2010年03月24日

2022年4月から
- もっと!まじめにふまじめ かいけつゾロリ
  - 2022年04月06日 - 2022年09月21日 第3期 初放送
- アニメ ボス・ベイビー
  - 2022年10月05日 - 2023年03月15日 第2期 Eテレ初放送
- スマーフ シーズン2
  - 2023年04月05日 - 2023年09月27日 初放送
- ギガントサウルス シーズン2
  - 2023年10月04日 - 2024年03月27日 再放送
- ラディアン
  - 2024年04月03日 - 2024年09月04日 第1期 再放送
  - 2024年10月02日 - 2025年02月26日 第2期 再放送

## 木曜19時台枠
- 学園戦記ムリョウ
  - 2003年04月10日 - 2003年09月25日 木曜19:00枠 NHK教育テレビ初放送
  - 2003年10月02日 - 2003年10月09日 木曜19:30枠 NHK教育テレビ初放送
- 無人惑星サヴァイヴ
  - 2003年10月16日 - 2004年10月28日 木曜19:30枠 初放送
- 未来少年コナン
  - 2004年11月04日 - 2005年04月28日 木曜19:25枠 NHK教育テレビ初放送
- アガサ・クリスティーの名探偵ポワロとマープル
  - 2005年05月19日 - 2006年02月16日 木曜19:30枠 NHK教育テレビ初放送
- カードキャプターさくら
  - 2006年02月23日 - 2006年03月30日 木曜19:30枠 第3期 再放送
  - 2006年04月06日 - 2006年08月03日 木曜19:25枠 第3期 再放送
- 学園アリス
  - 2006年08月10日 - 2007年02月08日 木曜19:25枠 NHK教育テレビ初放送
- スポンジ・ボブ
  - 2008年04月03日 - 2008年06月12日 木曜19:00枠
  - 2008年10月09日 - 2009年03月26日 木曜19:00枠
  - 2019年04月11日 - 2019年10月03日 木曜19:15枠 NHK教育テレビ土曜夕方6時台枠のリピート放送
- ひつじのショーン
  - 2008年06月19日 - 2008年10月02日 木曜19:00枠
  - 2019年10月10日 - 2020年03月26日 木曜19:15枠
- おしりたんてい
  - 2022年04月07日 - 木曜19:00枠 リピート放送
- アオアシ
  - 2022年04月14日 - 2022年09月29日 木曜19:20枠 リピート放送
- 魔入りました!入間くん
  - 2022年10月13日 - 2023年03月09日 木曜19:20枠 第3期 リピート放送
- 青のオーケストラ[16]
  - 2023年04月13日 - 2023年10月12日 木曜19:20枠 第1期 リピート放送
- ドッグシグナル
  - 2023年10月26日 - 2024年03月21日 木曜19:20枠 リピート放送
- はたらく細胞
  - 2024年04月11日 - 2024年07月11日 木曜19:20枠 リピート放送
- はたらく細胞!!
  - 2024年07月18日 - 2024年10月03日 木曜19:20枠 リピート放送
- 烏は主を選ばない
  - 2024年10月10日 - 木曜19:20枠 Eテレ初放送

## 金曜18時55分→19時00分枠
- アニメ ボス・ベイビー
  - 2020年04月03日 - 2020年09月25日 第1期 再放送
- もっと!まじめにふまじめ かいけつゾロリ
  - 2020年10月02日 - 2021年03月26日 第1期 再放送
  - 2021年04月02日 - 2021年10月22日 第2期 初放送
- ギガントサウルス
  - 2021年10月29日 - 2022年03月25日 Eテレ初放送
- おさるのジョージ
  - 2022年04月08日 - 2024年03月22日 再放送[注釈 3]
- ギガントサウルス シーズン3
  - 2024年04月12日 - 2024年09月27日 リピート放送
- 魔入りました!入間くん
  - 2024年10月04日 - 第1期 再放送

## 土曜17時25分枠
- きかんしゃトーマス
  - 2022年04月09日 -

## 日曜17時00分枠
- 青のオーケストラ
  - 2023年04月09日 - 2023年10月08日 第1期 初放送
- ドッグシグナル
  - 2023年10月22日 - 2024年03月17日 初放送
- 響け!ユーフォニアム3
  - 2024年04月07日 - 2024年06月30日 初放送
- ひつじのショーン
  - 2024年07月07日 - 2024年09月29日 再放送
- ラブライブ!スーパースター!!
  - 2024年10月06日 - 2024年12月22日 第3期 初放送
- スキップとローファー
  - 2025年01月05日 - 第1期 Eテレ初放送

## 月曜19時台枠
- 冒険航空会社モンタナ
  - 2003年04月07日 - 2003年09月22日 月曜19:00枠 NHK教育テレビ初放送
  - 2003年09月29日 - 2004年03月22日 月曜19:25枠 NHK教育テレビ初放送
- こばと。
  - 2010年03月29日 - 2010年09月20日 月曜19:25枠 NHK教育テレビ初放送
- テレパシー少女 蘭
  - 2010年09月27日 - 2011年03月07日 月曜19:25枠 再放送
- 獣の奏者 エリン
  - 2011年03月28日 - 2012年03月19日 月曜19:25枠 再放送

## 月曜22時50分枠
- アニメ 銀河英雄伝説 Die Neue These
  - 2020年04月06日 - 2020年09月14日 Eテレ初放送
- 私のアニメ語り
  - 2020年09月21日 - 2020年10月12日
- SHIROBAKO
  - 2020年10月19日 - 2021年03月29日 Eテレ初放送
- 不滅のあなたへ
  - 2021年04月12日 - 2021年08月30日 第1期 初放送

## 火曜19時00分枠
- 十二国記
  - 2003年04月08日 - 2004年02月17日 NHK教育テレビ初放送

## 水曜19時25分枠
- カードキャプターさくら（クリアカード編）
  - 2018年04月04日 - 2018年08月29日 Eテレ初放送
- メジャーセカンド
  - 2018年10月03日 - 2019年03月27日 第1期 再放送
  - 2021年04月07日 - 2021年10月20日 第2期 再放送
- ラディアン
  - 2019年04月03日 - 2019年08月21日 第1期 再放送
  - 2019年10月03日 - 2020年02月26日 第2期 初放送
- 魔入りました!入間くん
  - 2020年04月01日 - 2020年09月02日 第1期 再放送
  - 2021年10月27日 - 2022年03月16日 第2期 再放送
- つくもがみ貸します
  - 2020年09月30日 - 2020年12月16日 Eテレ初放送
- ログ・ホライズン 円卓崩壊
  - 2021年01月13日 - 2021年03月31日 初放送

## 木曜12時30分枠
- 団地ともお
  - 2015年04月09日 - 2016年03月31日 Eテレ初放送

## 木曜18時55分枠
- クラシカロイド
  - 2018年10月04日 - 2019年03月28日 再放送
- おしりたんてい
  - 2019年04月04日 - 2022年03月24日 リピート放送

## 金曜18時00分枠
- コレクター・ユイ
  - 1999年04月09日 - 1999年10月15日 第1期 初放送
  - 1999年10月22日 - 2000年04月07日 第1期 再放送
  - 2000年04月14日 - 2000年10月20日 第2期 初放送
  - 2000年10月27日 - 2001年03月30日 第1期 再放送

## 金曜19時25分枠
- 山賊の娘ローニャ
  - 2016年04月08日 - 2016年09月30日 Eテレ初放送
- 境界のRINNE
  - 2016年10月07日 - 2017年03月24日 第2期 再放送
- 3月のライオン
  - 2017年04月07日 - 2017年09月08日 再放送
- カードキャプターさくら（セレクション放送）
  - 2017年09月15日 - 2018年03月30日 再放送

## 土曜17時35分枠
- ウルトラマンキッズ 母をたずねて3000万光年
  - 1994年04月09日 - 1994年10月08日 NHK教育テレビ初放送
- 忍たま乱太郎
  - 1994年10月15日 - 1995年04月01日 第1期 NHK教育テレビ初放送

## 土曜17時30分→17時35分枠（2011年10月 - ）
- バクマン。
  - 2011年10月01日 - 2012年03月24日 第2期 初放送
  - 2012年04月07日 - 2012年09月22日 第2期 再放送
  - 2012年10月06日 - 2013年03月30日 第3期 初放送
  - 2013年04月06日 - 2013年09月21日 第3期 再放送
- ログ・ホライズン
  - 2013年10月05日 - 2014年03月22日 第1期 初放送
  - 2014年04月05日 - 2014年09月20日 第1期 再放送
  - 2014年10月04日 - 2015年03月28日 第2期 初放送
- 境界のRINNE
  - 2015年04月04日 - 2015年09月19日 第1期 初放送
  - 2015年10月03日 - 2016年03月26日 第1期 再放送
  - 2016年04月09日 - 2016年09月24日 第2期 初放送
  - 2017年04月08日 - 2017年09月23日 第3期 初放送
- クラシカロイド
  - 2016年10月08日 - 2017年04月01日 第1期 初放送
  - 2017年10月07日 - 2018年03月24日 第2期 初放送
- メジャーセカンド
  - 2018年04月07日 - 2018年09月22日 第1期 初放送
  - 2020年04月04日 - 2020年11月07日 第2期 初放送[注釈 4][注釈 5]
- ラディアン
  - 2018年10月06日 - 2019年02月23日 第1期 初放送
  - 2020年11月14日 - 2021年04月10日 第2期 再放送
- 見習いドラゴン ゾグ
  - 2019年03月02日
- ハイウェイ・ラット
  - 2019年03月09日
- カードキャプターさくら（クリアカード編）
  - 2019年04月06日 - 2019年08月31日 再放送
- 魔入りました!入間くん
  - 2019年10月05日 - 2020年03月07日 第1期 初放送
  - 2021年04月17日 - 2021年09月11日 第2期 初放送
- ラブライブ!虹ヶ咲学園スクールアイドル同好会
  - 2021年09月18日 - 2021年12月11日 第1期 再放送
- ラブライブ!スーパースター!!
  - 2022年01月08日 - 2022年03月26日 第1期 再放送

## 土曜23時00分枠
- 獣の奏者 エリン
  - 2009年04月04日 - 2010年03月20日 再放送

## 日曜17時25分枠
- ひつじのショーン
  - 2007年04月08日 - 2007年06月24日
- スポンジ・ボブ
  - 2007年07月01日 - 2007年09月30日
- シルクロード少年 ユート
  - 2007年10月07日 - 2008年03月23日 NHK教育テレビ初放送

## 日曜17時30分枠
- ファイ・ブレイン 神のパズル
  - 2011年10月02日 - 2012年04月01日 第1期 初放送
  - 2012年04月08日 - 2012年09月23日 第2期 初放送
  - 2012年10月07日 - 2013年03月31日 第1期 再放送
  - 2013年04月07日 - 2013年09月22日 第2期 再放送
  - 2013年10月06日 - 2014年03月23日 第3期 初放送
- ベイビーステップ
  - 2014年04月06日 - 2014年09月21日 第1期 初放送
- シャーロックホームズ
  - 2014年10月12日 - 2015年02月15日 本放送
  - 2015年02月22日 - 2015年03月15日 再放送
- ベイビーステップ
  - 2015年04月05日 - 2015年09月20日 第2期 初放送
- メジャー
  - 2015年09月27日 - 2016年03月27日 第6期 再放送
- きかんしゃトーマス
  - 2016年04月03日 - 2022年04月03日[注釈 6]

## 日曜18時00分枠
- カードキャプターさくら
  - 2000年04月09日 - 2000年06月18日 第2期 NHK教育テレビ初放送
  - 2000年06月25日 - 2000年12月24日 第3期 NHK教育テレビ初放送
  - 2001年01月07日 - 2001年04月01日 第3期 再放送
- だぁ!だぁ!だぁ!
  - 2001年04月08日 - 2003年04月06日 NHK教育テレビ初放送

## 日曜19時00分枠
- ピアノの森
  - 2019年04月07日 - 2019年09月22日 第1期第2期連続 Eテレ初放送
- アニメ ボス・ベイビー
  - 2019年10月06日 - 2020年03月29日 第1期 Eテレ初放送
- もっと!まじめにふまじめ かいけつゾロリ
  - 2020年04月05日 - 2020年11月08日 第1期 初放送
- ヒックとドラゴン
  - 2020年11月15日 - 2021年03月28日
- ラブライブ!虹ヶ咲学園スクールアイドル同好会
  - 2021年04月11日 - 2021年07月04日 第1期 Eテレ初放送[注釈 7]
- ラブライブ!スーパースター!!
  - 2021年07月11日 - 2021年10月17日 第1期 初放送
  - 2022年07月17日 - 2022年10月09日 第2期 初放送
- 映像研には手を出すな!
  - 2021年10月24日 - 2022年01月02日[注釈 8] Eテレ初放送
- プラネテス
  - 2022年01月09日 - 2022年07月10日 Eテレ初放送
- 不滅のあなたへ
  - 2022年10月23日 - 2023年03月12日 第2期 初放送

## 特別番組
- 声のお仕事 丸分かり NHK秋の新アニメ声優大集合
  - 2011年09月23日 金曜09:00-10:15
- デラマン。
  - 2012年09月29日 土曜17:30-17:55
  - 2012年10月05日 金曜25:32-25:56
- もっと×2神のパズルスペシャル
  - 2012年09月30日 日曜17:30-18:00
- デラマン。2
  - 2013年01月02日 水曜16:27-16:51
- 秋のEテレアニメスペシャル ログ・ホライズン&ファイブレイン
  - 2013年09月21日 土曜25:00-25:25
  - 2013年09月29日 日曜17:30-17:55
  - 2013年10月05日 土曜15:00-15:25
- アニメ「ベイビーステップ」直前スペシャル
  - 2014年03月27日 木曜24:30-24:55
  - 2014年03月30日 日曜17:30-17:55
- もう待ちきれない!ログ・ホライズン第2シリーズ
  - 2014年09月28日 日曜17:30-17:55
  - 2014年10月04日 土曜25:25-25:50
  - 2014年10月05日 日曜16:35-17:00
- 放送直前スペシャル 徹底調査!シャーロックホームズ
  - 2014年10月05日 日曜17:30-17:50
  - 2014年10月09日 木曜24:00-24:20
- シャーロックホームズ賞
  - 2014年12月28日 日曜17:30-17:50
  - 2015年01月03日 土曜12:30-12:50
- 春のEテレアニメニュース「境界のRINNE」&「ベイビーステップ2」
  - 2015年03月22日 日曜17:30-17:55
  - 2015年03月25日 水曜25:25-25:50
  - 2015年03月29日 日曜17:30-17:55
- メジャー スペシャル「吾郎、メジャーへの道」
  - 2015年09月22日 火曜09:45-10:10
  - 2015年09月26日 土曜17:30-17:55
- アニメのとびら「3月のライオン」「クラシカロイド」
  - 2016年09月21日 水曜23:00-23:25
  - 2016年09月24日 土曜25:40-26:05
  - 2016年09月30日 金曜18:55-19:20
  - 2016年10月01日 土曜17:30-17:55
  - 2016年10月02日 日曜25:55-26:20